# Forty Foot Echo
Forty Foot Echo é uma banda canadense formada atualmente por 4 (quatro) membros. A música "Brand new Day" fez parte da trilha sonora do filme de 2003 Freaky Friday. A banda lançou seu primeiro disco em 2003 (Forty Foot Echo). Em 2006 a banda lançou o seu segundo álbum com o nome Aftershock. E após algum tempo de interrupção da banda, Murray Yates decidiu retornar aos trabalhos, lançando o álbum Returning, disponível nas principais lojas virtuais do mundo.

## Discografia
- Forty Foot Echo (2003)
- Aftershock (2006)
- Returning (2013)